# 皮德吉爾涅 (伊爾沙瓦區)
48°23′50″N 23°1′38″E / 48.39722°N 23.02722°E
皮德吉爾涅（烏克蘭語：Підгірне）是烏克蘭西部的村莊，隸屬外喀爾巴阡州的胡斯特區。該村面積1.26平方公里，海拔高度352米，2001年人口1,057，人口密度每平方公里840人。